# خط ۱ متروی اصفهان
خط ۱ متروی اصفهان یک خط درون شهری اصفهان است که از ایستگاه مترو قدس واقع در شمال غربی اصفهان آغاز شده و پس از طی مسیری به طول ۲۰٫۲ کیلومتر با عبور کردن از زیر رودخانه زاینده‌رود به میدان آزادی رسیده و در فاز بعد نهایتا در کنار پایانه مسافربری صفه در جنوب اصفهان، به ایستگاه مترو دفاع مقدس می‌رسد. در این خط ۲۷ ایستگاه (۲۰ ایستگاه فعال) وجود دارد.
این خط در ایستگاه مترو امام حسین با خط ۲ و در ایستگاه مترو آزادی با خط ۳ تقاطع دارد.
این خط از شمال غربی اصفهان (ایستگاه قدس) واقع در شهرک کوثر شروع شده و بلوار سلمان فارسی را به جنوب شهر (ایستگاه دفاع مقدس) واقع در پایانه صفه می‌رساند. این خط روزانه حدود ۱۰۰ هزار نفر مسافر دارد.

## تاریخچه
ساخت این خط در سال ۱۳۸۱ آغاز و پس از ۱۵ سال به‌طور کامل افتتاح شد. فاز نخست شامل ۱۰ ایستگاه به طول ۱۱ کیلومتر بوده که در ۲۳ مهرماه ۱۳۹۴ افتتاح شد. فاز دوم به فاصله یک سال پس از فاز اول در ۱۳ آبان ۱۳۹۵ به بهره‌برداری رسید. این فاز شامل ایستگاه تختی بوده‌است. در مرداد ماه ۱۳۹۶ ایستگاه‌های سی و سه پل، دکتر شریعتی و آزادی (دروازه شیراز) به بهره‌برداری آزمایشی رسیدند و قطار برای اولین بار از زیر زاینده رود عبور کرد و در حال حاضر این ایستگاه‌ها فعال و مورد استفاده مردم اصفهان هستند. 
فاز چهارم این پروژه شامل ۶ ایستگاه امام حسین (دروازه دولت)، انقلاب، دانشگاه، کارگر، کوی امام و دفاع مقدس (صفه) در آخرین روزهای سال ۱۳۹۶ به بهره‌برداری رسید و خط ۱ مترو اصفهان تکمیل شد. برخی از ایستگاه‌های این خط هنوز تکمیل نشده‌اند اما به مسافران خدمات ارائه می‌کنند.

## ایستگاه‌ها
ایستگاه های خط 1
| شماره | نام ایستگاه          | تقاطع با مترو | تقاطع با بی‌آرتی | آدرس                                                    | شروع به کار |
| ----- | -------------------- | ------------- | --------------- | ------------------------------------------------------- | ----------- |
| ۱     | دانشگاه صنعتی اصفهان |               |                 | دانشگاه صنعتی اصفهان                                    |             |
| ۲     | دهنو                 |               |                 | محله دهنو                                               |             |
| ۳     | امیرکبیر             |               |                 | خیابان شاهپور جدید                                      |             |
| ۴     | رسالت                |               |                 | خیابان رسالت                                            |             |
| ۵     | قدس (ملکشهر)         |               |                 | شهرک قدس، خیابان امام خمینی                             | ۱۳۹۴        |
| ۶     | بهارستان             |               |                 | ملک شهر، خیابان بهارستان                                | ۱۳۹۴        |
| ۷     | گلستان               |               |                 | بهارستان، خیابان گلستان                                 | ۱۳۹۴        |
| ۸     | شهید مفتح            |               |                 | بهارستان، نبش خیابان شهید مفتح                          | ۱۳۹۴        |
| ۹     | شهید علیخانی         |               |                 | میدان شهید علیخانی                                      | ۱۳۹۴        |
| ۱۰    | جابر                 |               |                 | تقاطع خیابان‌‌های جابر و شهبازی                           | ۱۳۹۴        |
| ۱۱    | کاوه                 |               |                 | خیابان کاوه، پایانه کاوه                                | ۱۳۹۴        |
| ۱۲    | شهید چمران           |               |                 | بلوار کاوه، نرسیده به بزرگراه شهید چمران                | ۱۳۹۴        |
| ۱۳    | شهید باهنر           |               |                 | تقاطع ۲۵ آبان، نبش خیابان شهید باهنر                    | ۱۳۹۴        |
| ۱۴    | شهدا                 |               |                 | میدان شهدا                                              | ۱۳۹۵        |
| ۱۵    | تختی                 |               |                 | چهارراه تختی                                            | ۱۳۹۵        |
| ۱۶    | امام حسین            |               | BRT 4           | میدان امام حسین (دروازه دولت)                           | ۱۳۹۶        |
| ۱۷    | انقلاب               |               |                 | میدان انقلاب اسلامی                                     | ۱۳۹۶        |
| ۱۸    | سی و سه پل           |               |                 | خیابان چهارباغ بالا، نرسیده به سی سه پل                 | ۱۳۹۶        |
| ۱۹    | دکتر شریعتی          |               |                 | خیابان چهارباغ بالا، بیمارستان دکتر شریعتی              | ۱۳۹۶        |
| ۲۰    | آزادی                |               |                 | میدان آزادی (دروازه شیراز)                              | ۱۳۹۶        |
| ۲۱    | دانشگاه              |               |                 | خیابان هزارجریب، روبروی دانشگاه اصفهان                  | ۱۳۹۶        |
| ۲۲    | کارگر                |               |                 | خیابان هزارجریب، روبروی خیابان کارگر                    | ۱۳۹۶        |
| ۲۳    | کوی امام             |               |                 | خیابان هزارجریب، کوی امام                               | ۱۳۹۶        |
| ۲۴    | دفاع مقدس (صفه)      |               |                 | پل دفاع مقدس، جنب پایانه صفه                            | ۱۳۹۶        |
| ۲۵    | سپاهان شهر           |               |                 | سپاهان شهر                                              |             |
| ۲۶    | راه‌آهن               |               |                 | سپاهان شهر، جنب سیتی سنتر اصفهان، ایستگاه راه‌آهن اصفهان |             |
| ۲۷    | شهر جدید بهارستان    |               |                 | شهر بهارستان،میدان امام علی                             |             |

### ایستگاه تختی
ایستگاه مترو تختی، یازدهمین ایستگاه‌های مترو اصفهان در خط شمال به جنوب اصفهان است که در خیابان چهارباغ روبرو ورزشگاه تختی و در چهارراه تختی قرار دارد. ایستگاه تختی با زیربنای ۱۰ هزار مترمربع با هزینه ۴۶۱ میلیارد ریال در محل چهارراه تختی اصفهان احداث‌شده‌است.

### ایستگاه امام حسین
مهم‌ترین شاخصه ایستگاه امام حسین استفاده از معماری ایرانی و اسلامی است. علاوه بر این، ایستگاه امام حسین بزرگ‌ترین ایستگاه خط یک قطار شهری اصفهان و یک ایستگاه تقاطعی محسوب می‌شود، زیرا در آینده خط دو نیز از این ایستگاه عبور خواهد کرد. مساحت این ایستگاه بالغ بر ۲۰۰۰۰ مترمربع است.

### ایستگاه انقلاب
ایستگاه انقلاب سیزدهمین ایستگاه‌های مترو اصفهان در مسیر اتصال شمال به جنوب خط یک است. این ایستگاه با معماری زیبا و مفهومی خود مسجدهای ایرانی را یادآوری می‌کند که با ترکیب رنگی زیبا این شگفتی را به‌حداعلا رسانده‌اند.
در این ایستگاه سقف قوسی بتنی با دهانه ۲۵ متر احداث و آیتم نازک‌کاری انجام نشد تا با توجه به اینکه باید باغچه‌های چهارباغ عباسی را به حالت اولیه خود بازمی‌گرداندند، مردم بتوانند شاهد این اتفاق مهم مهندسی باشند.[28]

### ایستگاه آزادی
ایستگاه آزادی شانزدهمین ایستگاه مترو اصفهان در مسیر اتصال شمال به جنوب خط یک است. این ایستگاه با معماری زیبا و مفهومی خود با استفاده از مفاهیم معماری ایرانی در میدان آزادی (دروازه شیراز) ساخته شده‌است. ایستگاه آزادی، یک ایستگاه تقاطعی است که در محل تلاقی خطوط یک و سه متروی اصفهان در محل سابق باغ تاریخی هزار جریب و میدان آزادی فعلی قرار می‌گیرد. در طرح معماری به تبع فضاهای شهری تاریخی، راسته حرکتی از چهارسمت میدان به صورت ارگانیک به چهار چهارسوی روباز می‌رسد که مفصل حرکتی به سوی بلیط‌فروشی است. سالن بلیط‌فروشی که با محور خط ۳ به دو نیم‌کره شمالی و جنوبی تقسیم شده، محل اصلی تلاقی حرکت‌هاست. از پیاده‌هایی که از چهارسمت آمده‌اند و به پایین حرکت می‌کنند تا به مقصدشان در چهار سمت شرق و غرب و شمال و جنوب ایستگاه بروند. کل ایستگاه یک مفهوم فضای شهری‌ست که باید محل باکیفیتی برای شهروندان باشد. چهار ورودی در هر سمت میدان با چهار حیاط مربع شکل ۱۰x۱۰ در هرسمت در مسیر دسترسی، به نشانه چهاربخش باغ تاریخی، آسمان را به داخل ایستگاه آورده و با تغییر رنگ کاشی کتیبه، چهار فصل را در چهار سمت میدان نمایش می‌دهد تا به شناخت حس مکان هریک کمک کند. در طراحی ایستگاه توجه به مفهوم معماری ایرانی و سیر حرکتی از فضای باز بیرون به فضاهای نیمه بازی و فضاهای مکث مدنظر قرار گرفته و با استفاده از ۴ فضای روباز در مسیر حرکت در محل ارتباط به بلیط فروشی، همچون چارسوهای بازار جهت حرکت مسافران تعریف شده‌است.

## توسعه
قرار است از ایستگاه قدس چهار ایستگاه به سمت شاهین شهر به نام‌های: رسالت - دهنو - امیرکبیر و دانشگاه صنعتی اصفهان  اضافه شود و همچنین از ایستگاه دفاع مقدس چهار ایستگاه به سمت بهارستان به نام‌های: سپاهان شهر - راه‌آهن - بهارستان و دریاچه زیتون نیز اضافه شود که هم‌اکنون در مرحله ساخت و اجرایی است و این طرح مترو برون‌شهری اصفهان-بهارستان است و پیش‌بینی می‌شود تا سال ۱۴۰۴ افتتاح شود.

## نگارخانه

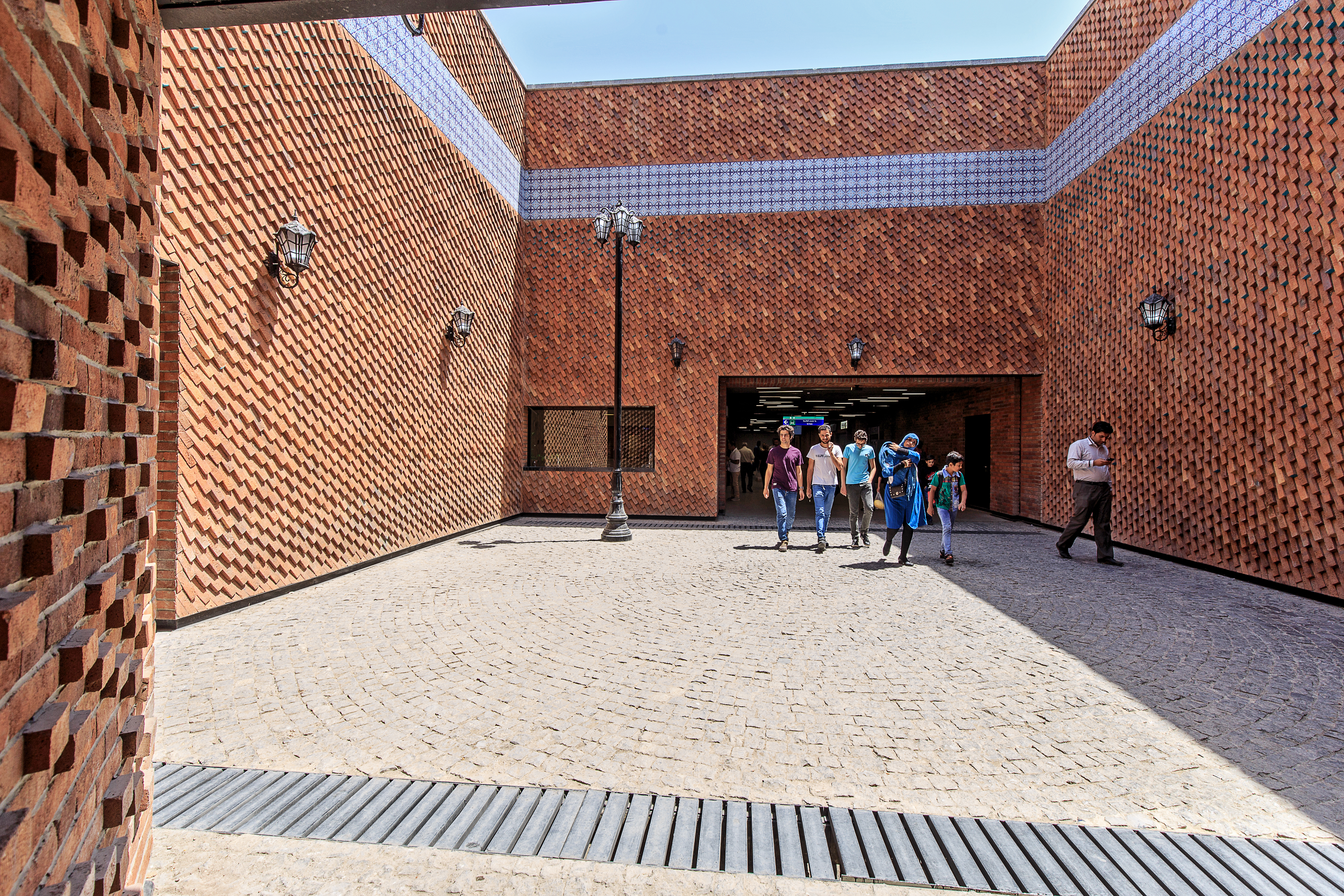
چهار حیاط در مسیر گالری ورودی ایستگاه به بلیط فروشی در ۴ سمت ایستگاه آزادی
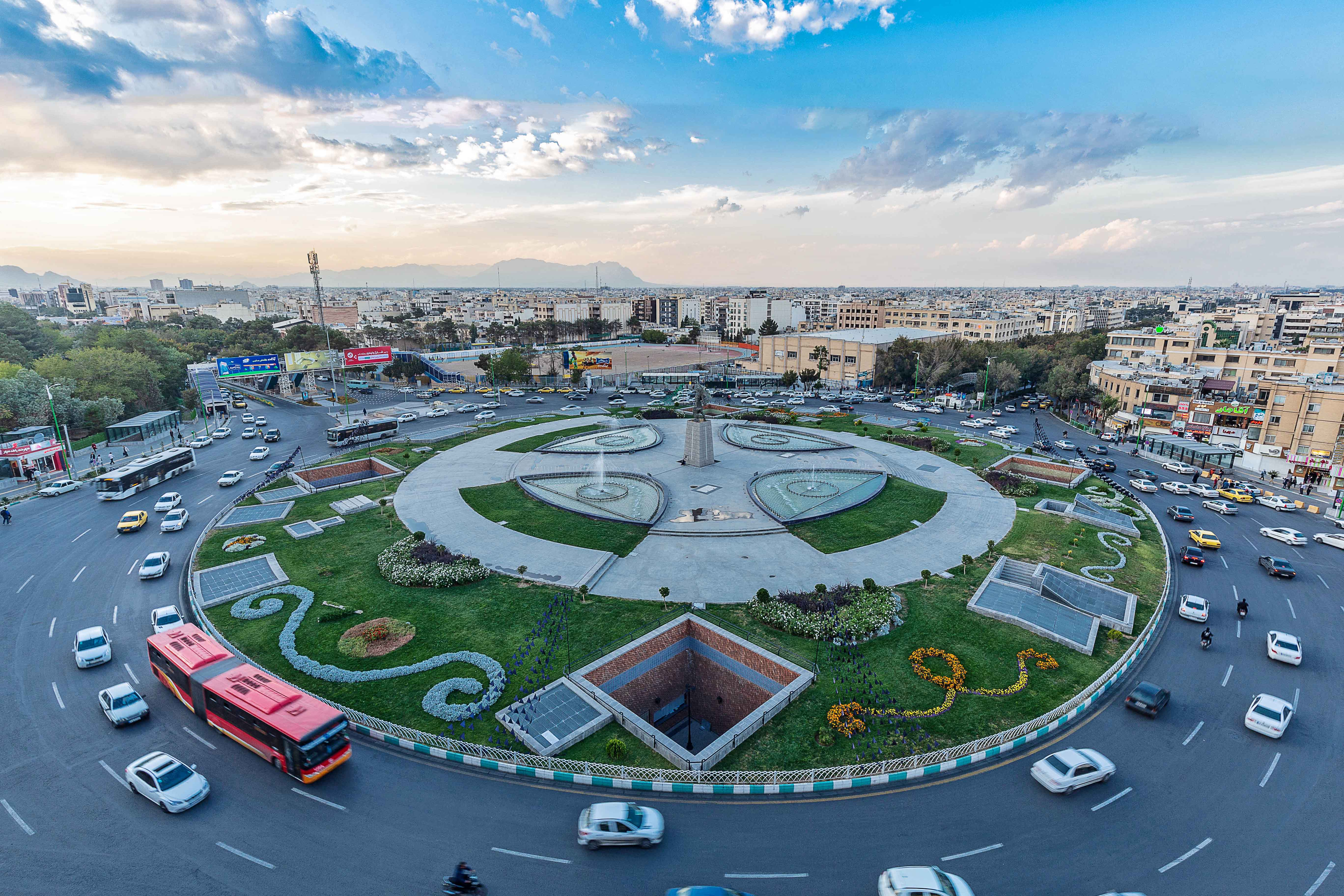
فضای سبز سطح میدان آزادی بر روی ایستگاه مترو
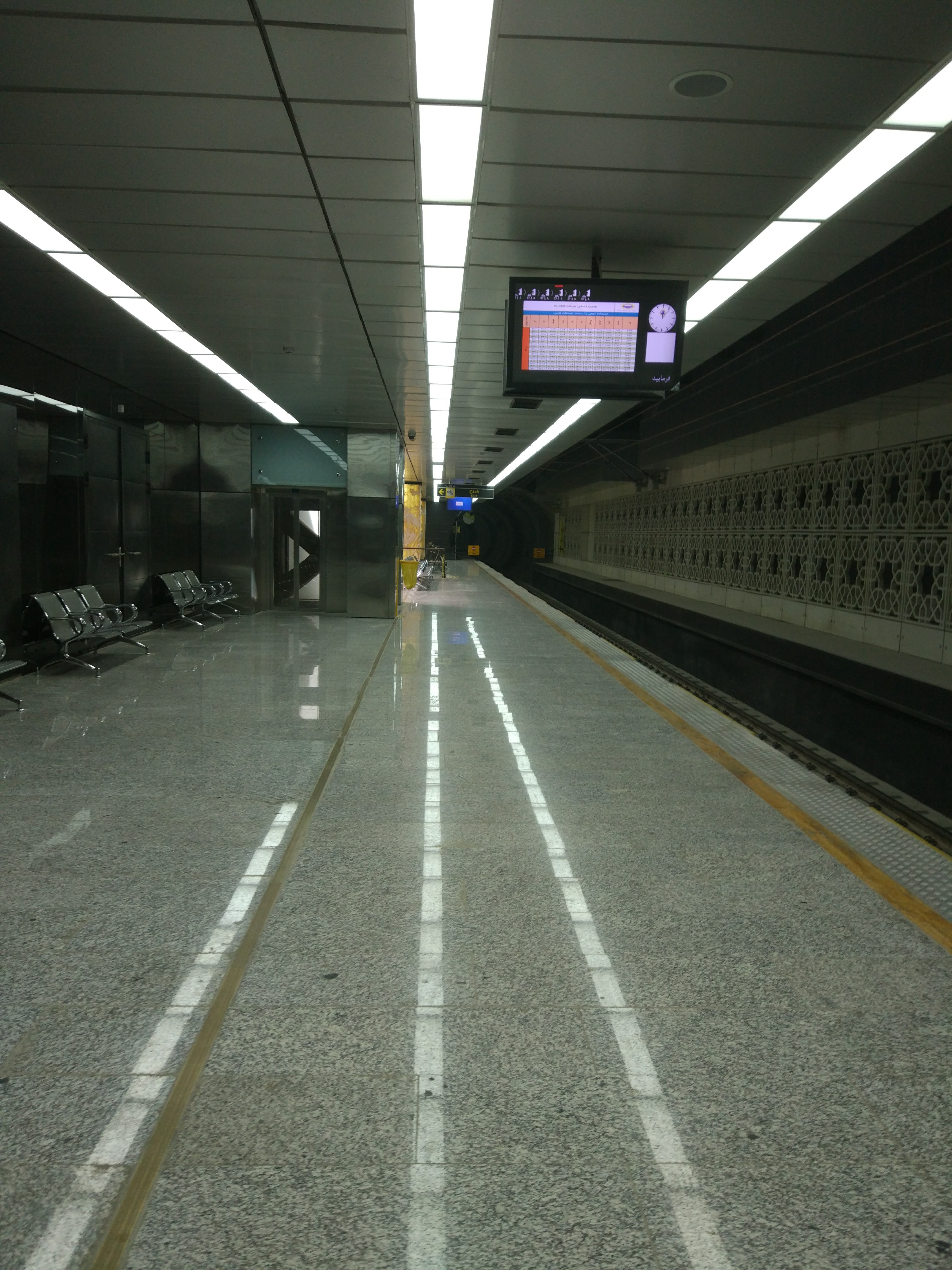
ایستگاه تختی
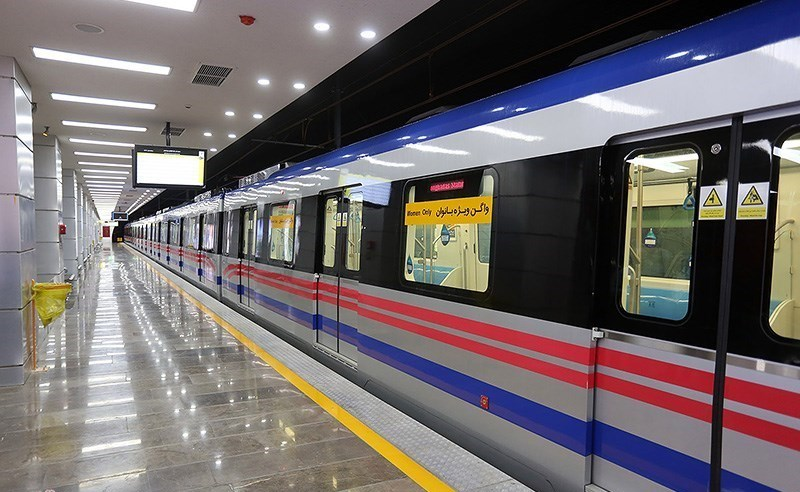
ایستگاه جابر انصاری
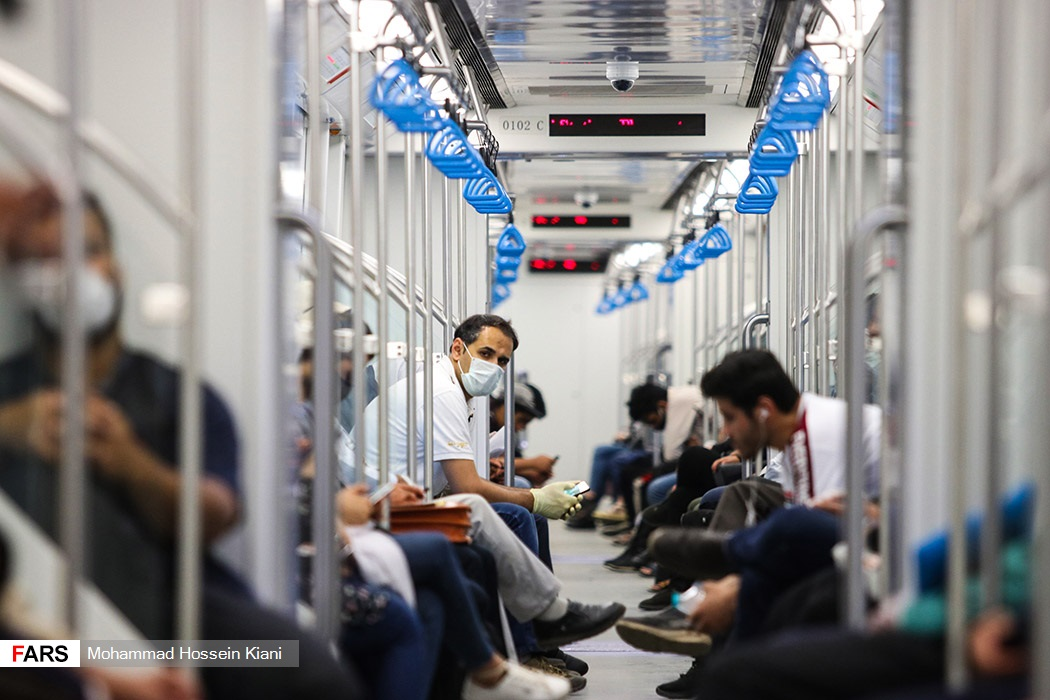
نمای داخلی قطارها در طول همه‌گیری کرونا